# شاخص میتوزی
شاخص میتوزی یا (Mitotic index) نسبت تعداد سلول‌هایی که در حال میتوز (تقسیم سلولی) می‌باشند به تعداد کل سلول‌ها.

## روش محاسبه
در جمعیتی از سلول‌ها، شاخص میتوزی نسبت تعداد سلول‌هایی که در حال میتوز (تقسیم سلولی) می‌باشند به تعداد سلول‌هایی است که در حال میتوز نیستند. جهت محاسبه این شاخص معمولاً سلولهایی را که در مشاهده کروموزومهای قایل رویت دارند در حال میتوز در نظر می‌گیرند.